# Marcin Groblicz III
Marcin Groblicz III (ur. w 1. połowie XVII wieku w Krakowie - zm. pod koniec XVII wieku tamże) – krakowski lutnik.
Prawdopodobnie syn Marcina Groblicza II. Zachowały się jedne skrzypce zbudowane przez Marcina Groblicza III, datowane na ok. 1690 rok, przechowywane obecnie w Muzeum Narodowym w Poznaniu.